# 日野有光
日野 有光（ひの ありみつ）は、室町時代前期の公卿。藤原北家真夏流日野家、権大納言・日野資教の子。官位は従一位・権大納言。

## 経歴
足利義満の縁戚でありその寵愛を受け、後に娘の日野光子は称光天皇の典侍となった。応永24年（1417年）に院執権となり、応永28年（1421年）権大納言となるが、応永32年（1425年）3月に院執権と権大納言を両方辞し、出家して祐光と号す。この出家は突然のものであり、周囲を驚かせた。これは後小松上皇が出家する際に有光も随従して出家する予定であったが、上皇の出家は延期となった。しかし室町殿足利義持は有光の出家を強要したため、出家に追い込まれたのだと言われる。翌月には光子と三条実雅が密通しているという噂がたち、激怒した称光天皇が実雅を解官し、光子を押し込めてしまった。家督と所領は有光の弟家秀（秀光）が代わって継いだ。
応永34年（1427年）に足利義持と日野家の確執が原因で室町殿より追放された。足利義教の時代でも光子は後花園天皇の御乳母典侍を務め、高い権威を保持している。
永享2年（1430年）、有光は義教の勘気を蒙って所領没収となり、一旦は許されたものの日野家累代の所領である能登国若山庄は返付されなかった。永享4年（1432年）に家秀（秀光）は死去し、日野流に属する広橋家の広橋兼郷の子の春龍丸が跡を継いだ。しかし春龍丸もその年のうちに死去し、結局日野家の家督と所領は兼郷に与えられ、兼郷は一時「日野中納言」を名乗っている。永享6年（1434年）にはふたたび義教の勘気を蒙ってすべての所領を没収されて隠居に追い込まれた。子の資親も隠居に追い込まれ、光子も義教が参内した際には姿を見せないように圧力をかけられた。永享8年（1436年）に資親は旧広橋家の所領を分与され、ようやく朝廷に復帰することができた。嘉吉元年（1441年）には庶家の裏松流から勝光が元服して日野家宗家を相続した。
失意の中にいた有光は通蔵主、金蔵主、尊秀王といった旧南朝皇族や伊勢楠木氏の楠木正威といった南朝復興を目指す勢力（後南朝）と結んで、嘉吉3年（1443年）9月23日、数百人の兵と御所に乱入（禁闕の変）、三種の神器のうち神璽と宝剣を奪い、後醍醐天皇の先例を模して比叡山に逃れ、根本中堂に立て籠った。しかし畠山持国らに攻められ、有光と金蔵主は討ち死にした。資親も捉えられ、六条河原で斬罪にされた。光子も御所を逐電し、以後の消息はわかっていない。

## 官歴
- 応永18年（1411年）参議。
- 応永21年（1414年）権中納言。
- 応永24年（1417年）院執権。
- 応永28年（1421年）権大納言。
- 応永32年（1425年）従一位。権大納言と院執権を辞す。

## 系譜
- 父：日野資教
- 母：不詳
- 妻：不詳
  - 男子：日野資親
  - 女子：日野光子